# 萌動
萌動，由香港作家黃獎創立，曾推出五本小說集。

## 萌動雙月刊
《萌動雙月刊》於2011年創辦，於超過110間中學免費派發，讓學生投稿，推動青年創作及潮流閱讀，並曾訪問詹瑞文、曹志豪、泰迪羅賓、喬靖夫、天航、深雪、林詠琛等創作人。

## 萌動小說團
2011年創辦，出版《萌動小說集2012》、《萌動小說集II》、《萌動小說集III》及《萌動小說集IV》，首年於聖誕書展舉行新書發佈會，及於新城財經台與商業電台介紹作品。2012年，獲倪匡授權續寫《非人協會》，與香港小說會合作推出《新‧非人協會II》。

2015年書展，與今日出版合作，出版《散紙》創刊號。

## 外部連結
- 萌動Facebook專頁
- 萌動Youtube Channel （页面存档备份，存于）